# والتر بندر
والتر بندر (بالإنجليزية: Walter Bender) هو مهندس وباحث أمريكي، ولد في 1956 في بوسطن في الولايات المتحدة.

## وصلات خارجية
- الموقع الرسمي